# Hyphoderma occidentale
Hyphoderma occidentale ist eine Ständerpilzart aus der Familie der Fältlingsverwandten (Meruliaceae). Sie besitzt teppichartige, membranöse Fruchtkörper von weißlicher Farbe und wächst auf Totholz von Bedecktsamern. Die Art ist in weiten Teilen Europas verbreitet.

## Merkmale

### Makroskopische Merkmale
Hyphoderma occidentale besitzt für die Gattung Hyphoderma typische, resupinate, membranös-wachsartige Fruchtkörper. Sie sind gräulich gefärbt und äußerst dünn. Ihr Hymenium ist unter dem bloßen Auge glatt (kann aber unter der Lupe Poren aufweisen), der Rand ist nicht klar konturiert.

### Mikroskopische Merkmale
Wie bei allen Hyphoderma-Arten ist die Hyphenstruktur von Hyphoderma occidentale monomitisch, weist also nur generative Hyphen auf. Die 3–4 µm breiten Hyphen sind hyalin, dünnwandig und stark verwoben, sie besitzen ein dünnes Subiculum. Die Septen weisen stets Schnallen auf. Die Zystiden sind zylindrisch und leicht geschwungen. Sie sind nicht inkrustiert und werden rund 50–80 × 6–8 µm groß, womit sie leicht aus der Fruchtschicht ragen. Die Basidien der Art sind keulen- bis annähernd urnenförmig, mittig tailliert, besitzen vier Sterigmata und messen 30–40 × 6–8 µm. An der Basis besitzen sie eine Schnalle. Ihre Sporen sind subzylindrisch bis annähernd wurstförmig, hyalin und dünnwandig. Sie messen 12–14 × 4,5–5 µm und sind leicht gekrümmt.

## Verbreitung
Die bekannte Verbreitung der Art umfasst weite Teile des nördlichen Europas von Großbritannien bis in den Kaukasus.

## Ökologie
Hyphoderma occidentale wächst auf dem Holz von Bedecktsamern, im südlichen Teil des Areals vor allem auf typischen Macchien-Arten wie Steineiche (Quercus ilex), Mastixstrauch (Pistacia lentiscus) oder Zistrosen (Cistus spp.).